# Urban Trad
Urban Trad war eine belgische Folkgruppe, die sowohl aus flämischen wie wallonischen Musikern bestand.

## Hintergrund
Urban Trad nahm am Eurovision Song Contest 2003 teil und belegte dort den zweiten Platz mit dem Lied Sanomi, einer Folkpop-Melodie mit einem Liedtext in einer imaginären Sprache.

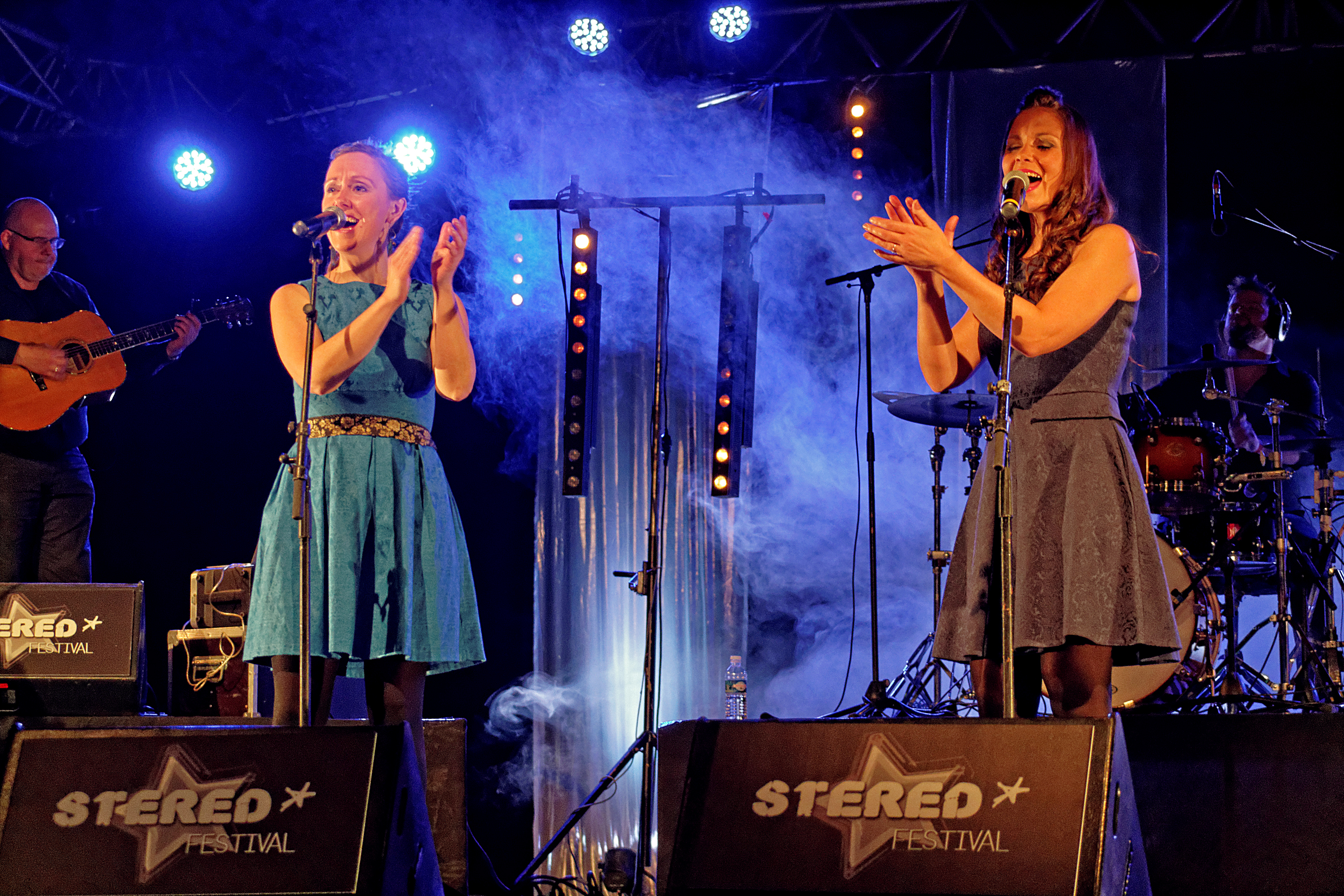
Soetkin Collier und Veronica Codesal 2015

## Diskografie

### Alben
- 2001: One O Four (Mercury)
- 2003: Kerua (Mercury / Universal)
- 2003: Sanomi (Universal)
- 2004: Elem (Mercury / Universal)
- 2007: Erbalunga (Universal)
- 2010: The Best Of (Universal)

### Singles
- 2000: Rap-A-Doo (Mercury)
- 2001: Dance of the Maiden (Mercury / Universal)
- 2001: Scarborough Fair (Mercury / Universal)
- 2003: Sanomi (Mercury / Universal)
- 2003: Quimper-Moscou (Mercury / Universal)
- 2003: Medina (Mercury / Universal)
- 2003: Kerua (Mercury / Universal)
- 2004: De l’air (Mercury / Universal)
- 2004: Zout (Universal)
- 2005: De luz, amor y nada (Mercury / Universal)
- 2005: Rodgrod Med Flode (Universal)
- 2007: Sans garde fou (Universal)
- 2007: Polaire (Universal)
- 2014: Interlude (Kerua)
- 2017: Devant toi (Kerua)
- 2018: Diama Den 2018 (Kerua)